# Majeerteen
Majeerteen är en underklan till en av Somalias största klaner, Darod. Medlemmarna bor framförallt i Puntland, i Jubaland och i Warderprovinsen i Etiopien. Flera prominenta somaliska politiker har kommit från klanen. Bland annat Abdirsak Haaje Hussein, Somalias andra premiärminister; Abdirashid Ali Sharmaake, somalisk president 1967–1969; och Somalias president mellan 2004 och 2008, Abdullahi Yusuf. De största stammarna i Majeerteen är Ali Saleban och Mohamud Saleban.